# Kungsportsavenyn

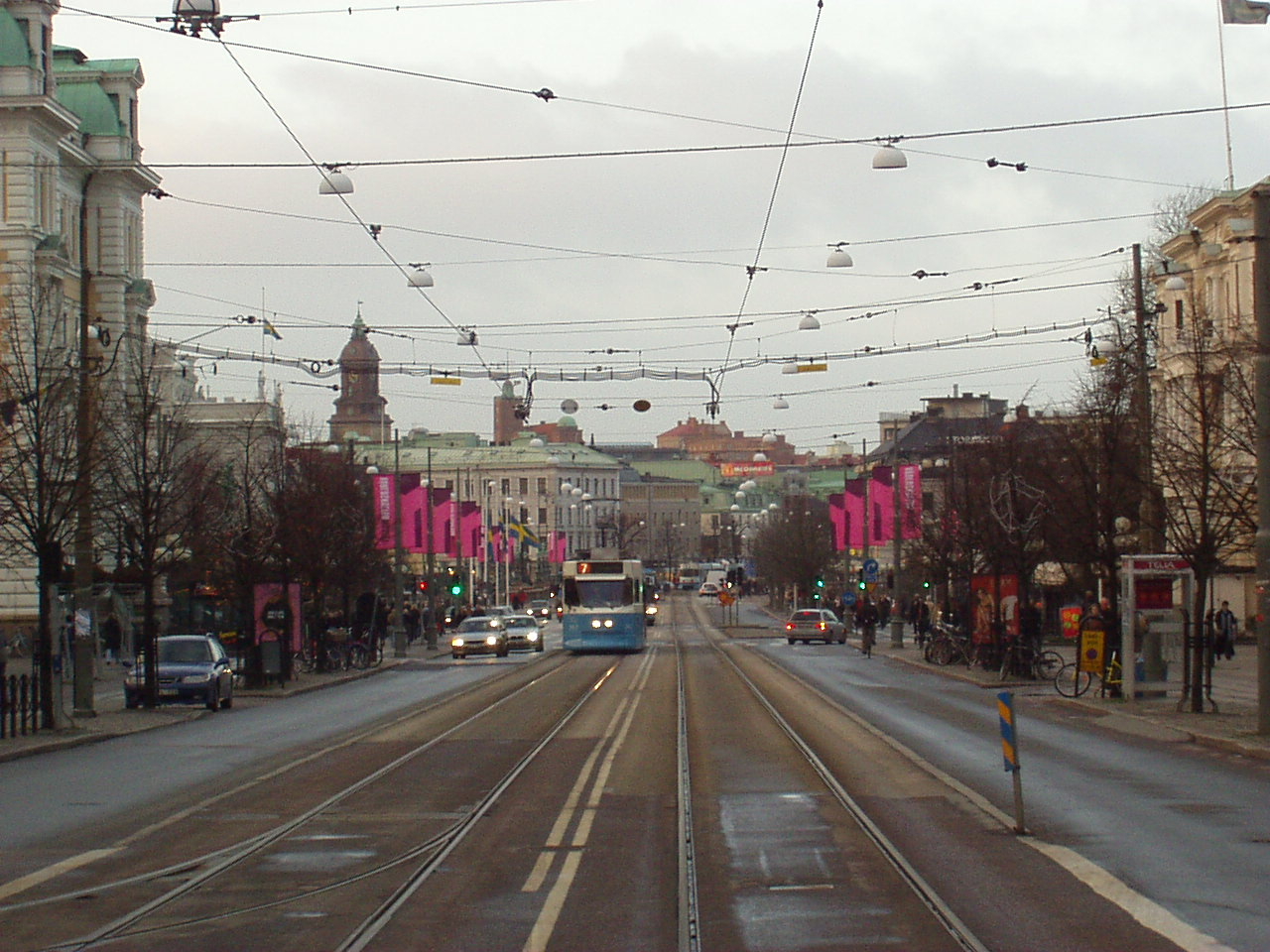
Avenyn met in het midden de trambaan

Avenyn is een winkelstraat in Göteborg die van Kungsportsplatsen naar Götaplatsen loopt. Het is vooral in de zomer een feestelijk aandoende straat, aangezien de gemeentevlaggen dan over de hele lengte van de straat wapperen. Avenyn is dan ook de paradestraat van de stad. Onder andere de cortège-optocht gaat over Avenyn. 
Er zijn vele winkeltjes aan Avenyn, maar vooral ook restaurants, clubs en eetgelegenheden, in een voor Zweden vrij ongebruikelijk hoge concentratie. 
De straat is ontstaan ten gevolge van een internationale stadsplanningswedstrijd in de 60'er en 70'er jaren van de negentiende eeuw. De officiële naam van de straat is kungsportsavenyn, maar de meeste mensen in Göteborg zeggen gewoon Avenyn. 

## Foto's van Avenyn

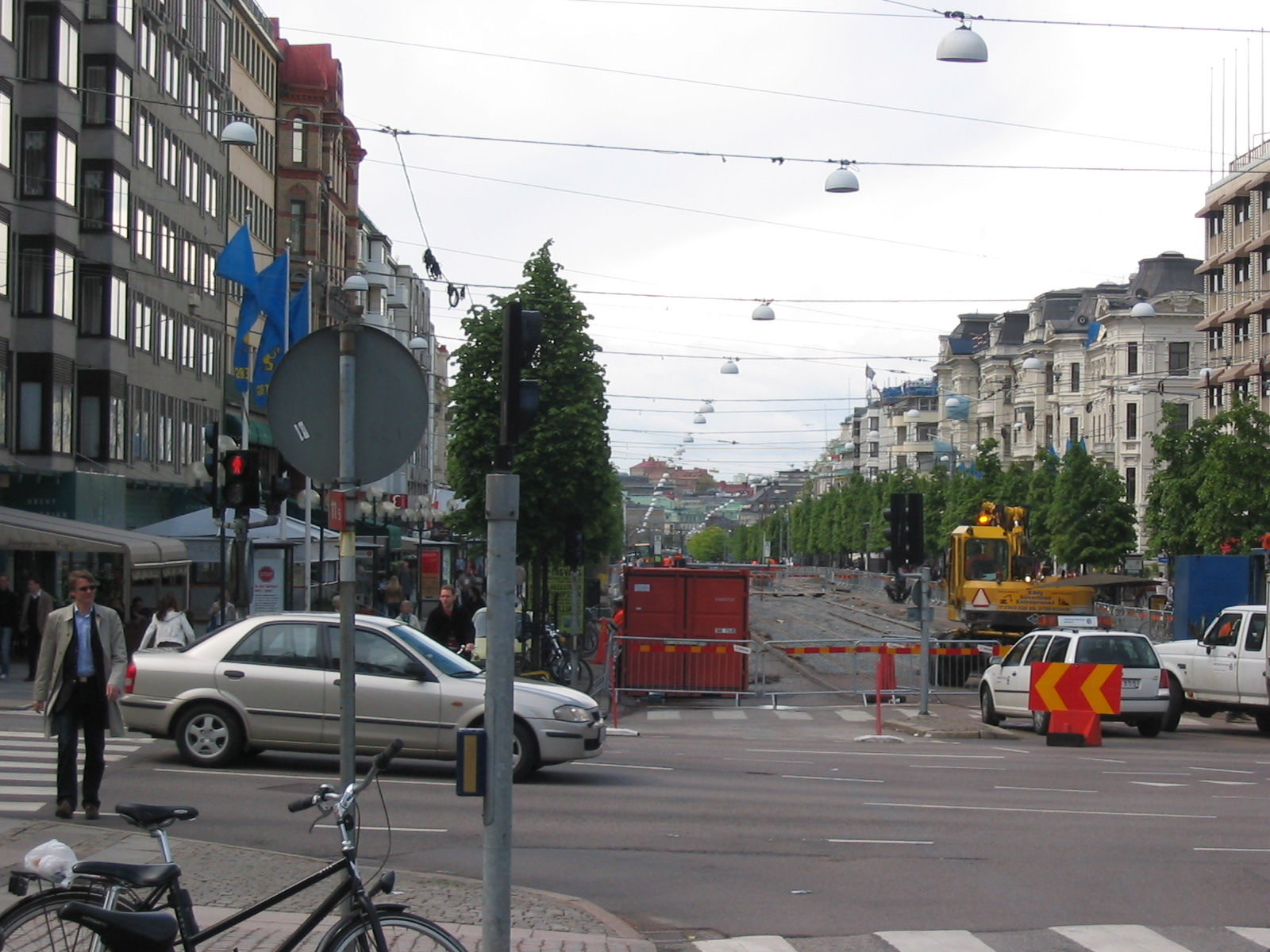
Een stukje Avenyn
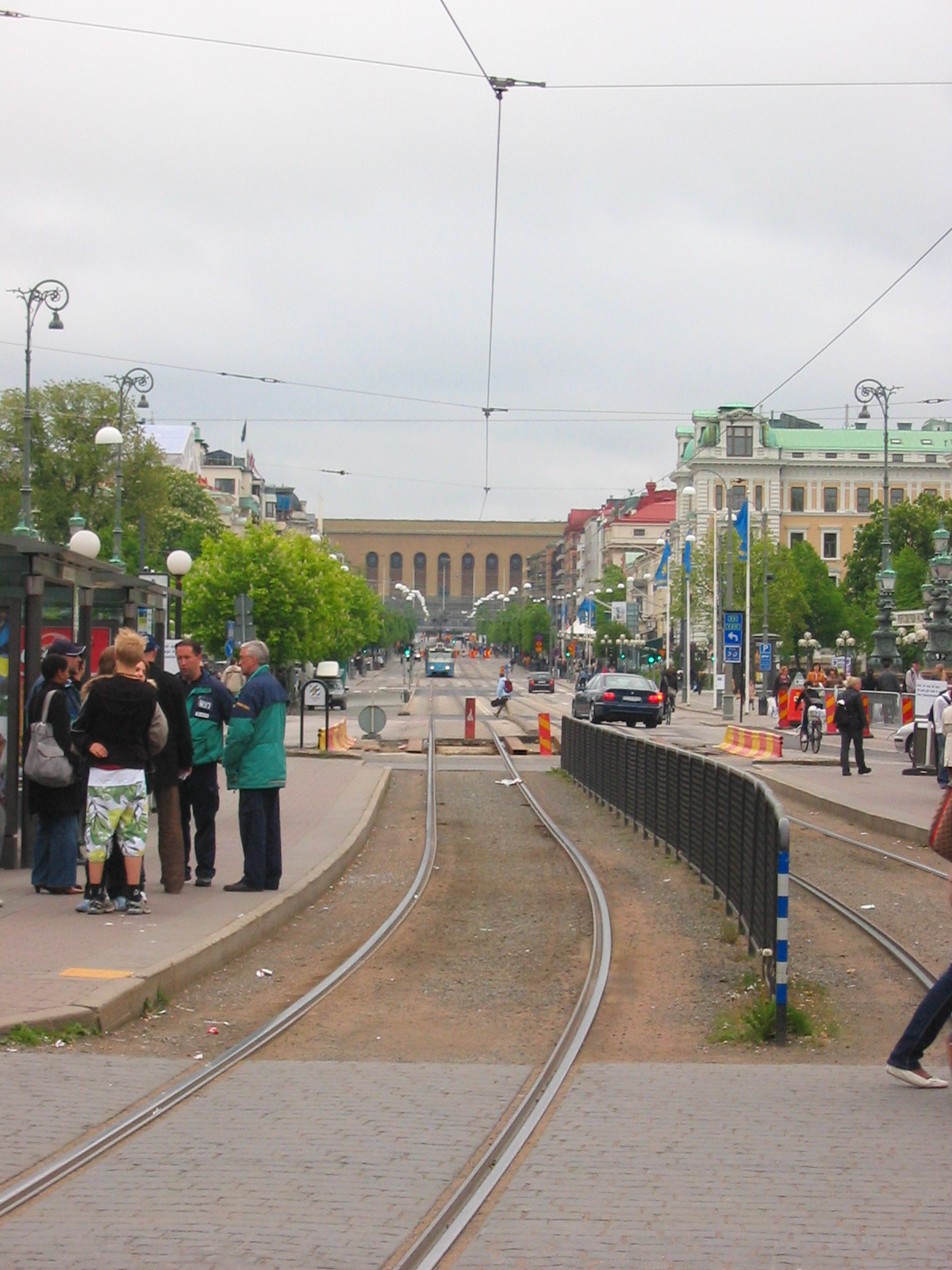
Avenyn inkijkend vanaf Kungsportsplatsen
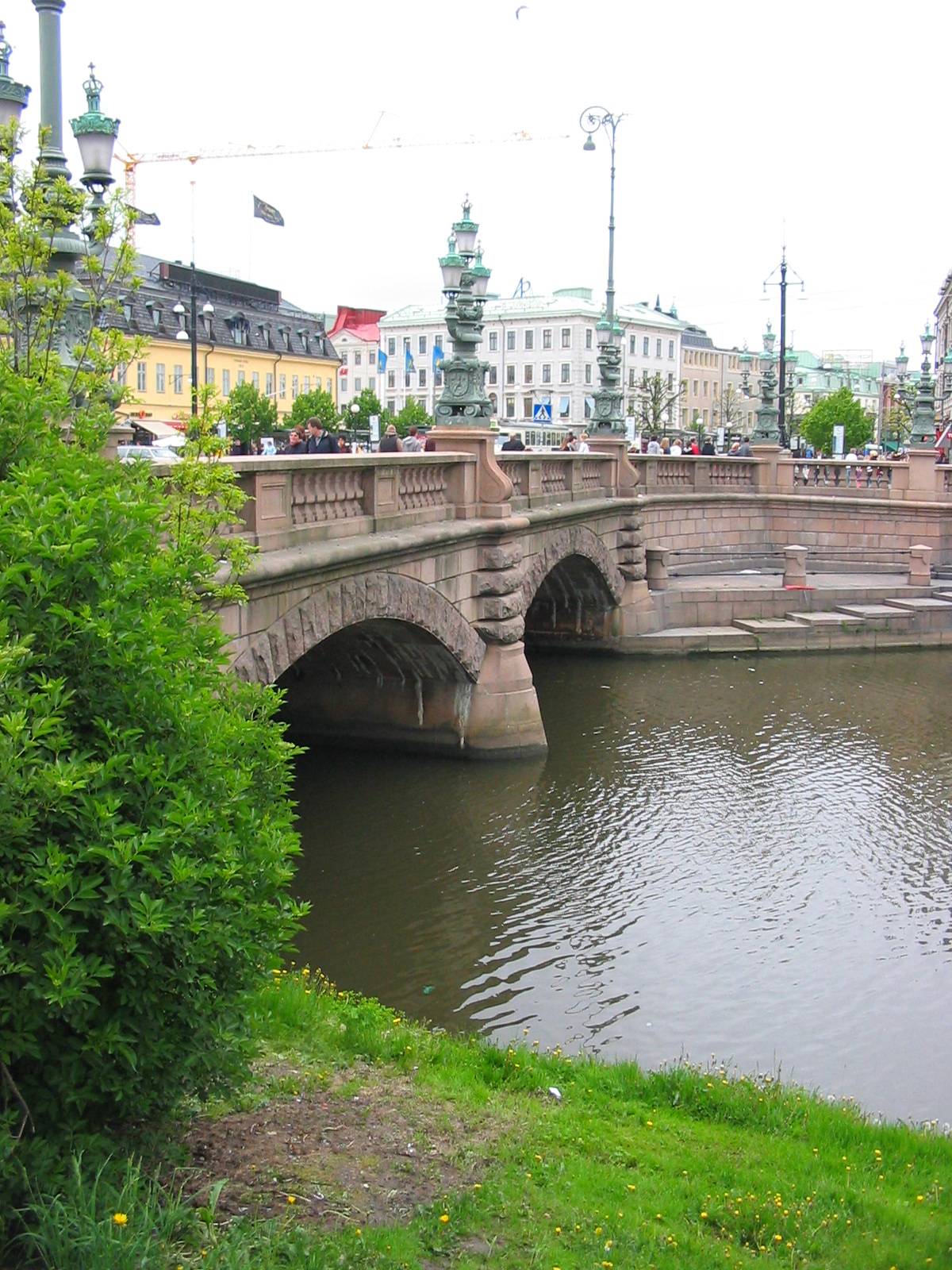
De kungsportsbrug aan het einde van Avenyn
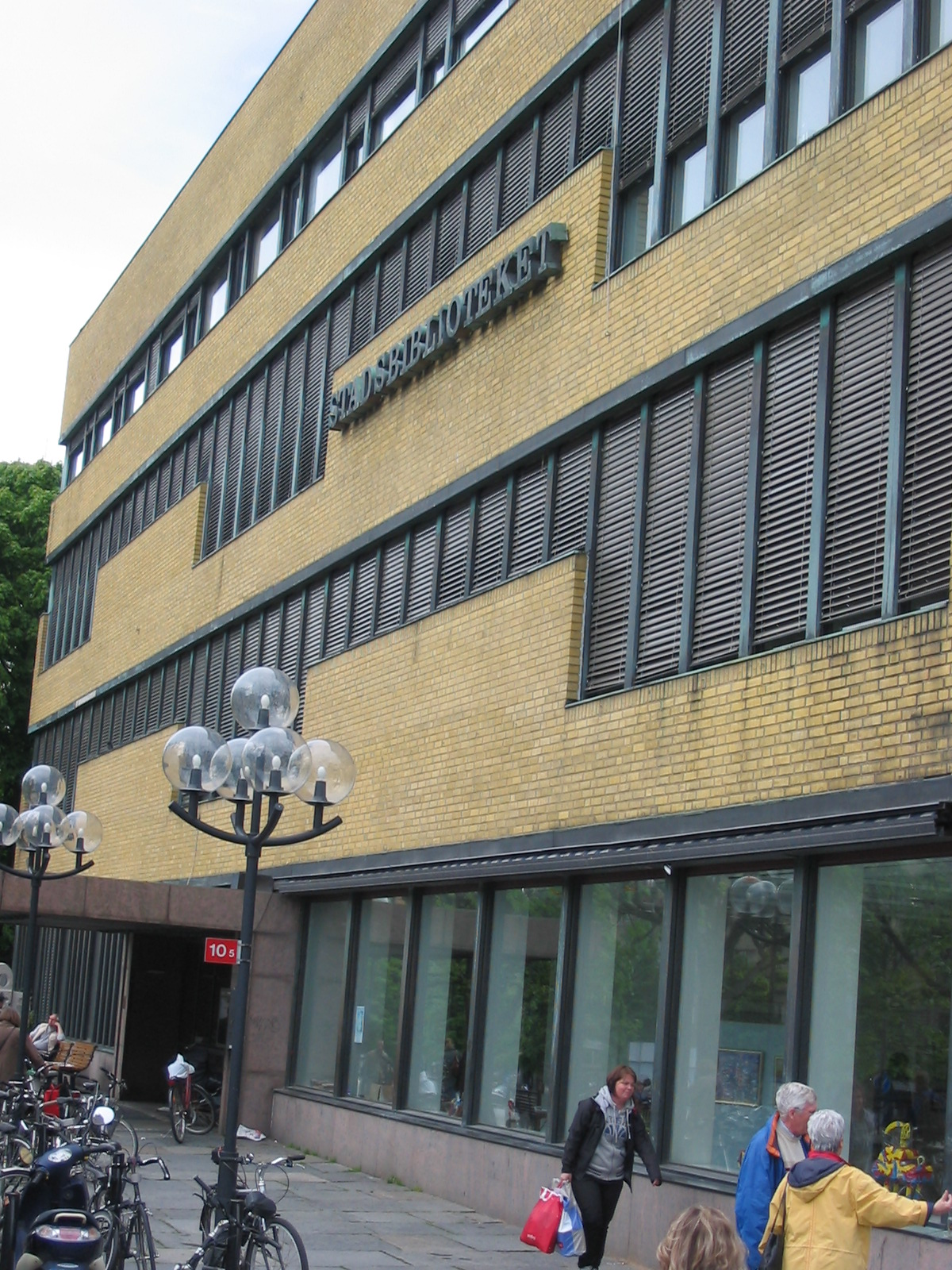
De stadbibliotheek bij Götaplatsen - de andere kant